# Георгий Острогорски
Георгий Острогорски (р. 19 януари 1902 - п. 24 октомври 1976) е виден югославски историк от руско потекло, придобил световна слава със своите изследвания, публикации и трудове в областта на византологията.

## Биография
Син на директор на средно училище, който автор на трудове по педагогически науки, Острогорски завършва средното си образование в санктпетербургската класическа гимназия и отрано се запознава с гръцкия език. След революцията през 1917 година семейството му напуска Русия. Той започва да следва в Хайделберг, Германия (1921), където първоначално се посвещава на философията, икономиката и социологията, въпреки че кара и курс по класическа археология. Сред неговите учители са Карл Ясперс, Хайнрих Рикерт, Алфред Вебер. Неговият интерес в областта на историята, особено на византийската история е пробуден от млад доцент на име Пърси Ернст Шрам. След като изучава различни аспекти на византологията в Париж (1924–1925), Острогорски защитава докторат в Хайделбергския университет през 1925 година с дисертация, в която комбинира своите интереси в икономиката и византийската история. По-късно получава германско гражданство и преподава като частен доцент в университета в Бреслау - от 1928 г. През 1933 г. след установяването на нацисткия режим се премества в Белград. В Белградския университет той е поканен да заеме ръководното място в катедрата по византология.
Острогорски живее постоянно в Югославия в течение на 40 години, до своето пенсиониране през 1973 г. Става член-кореспондент на Сръбската академия на науките и изкуствата през 1946 г. и редовен член две години по-късно. В академията е създаден Институт по византология и Острогорски до смъртта си е негов директор и главен редактор на печатното издание на Института - Сборник с трудовете на Института по византология (Зборник радова византолошког института). Той също така ръководи монографичната програма на института, от които избрани заглавия са неговото собствено изследване „Прония“ (1951) и обемната поредица за византийските извори за историята на народите в Съюзна Република Югославия. Чете лекции в Белградския университет. Острогорски се отплаща многокократно за гостоприемството на неговата втора родина. Той създава ново поколение югославски византолози, разширява хоризонтите на югославските историци със своя личен изследователски пример и спомага за техните по-близки контакти със световната научна общност. Под негово ръководство Белградският институт, заедно с Мюнхенския и Парижкия се превръща във водещ изследователски център в областта на византологията. Острогорски остава верен на Белград докрай, въпреки непрекъснатите предложения от съветски и американски центрове. В унисон със сръбската историография, която редовно описва Самуиловото царство като Царство на македонските славяни и така насажда мнението, че то не е било продължение на Първата българска държава, Острогорски, макар и да признава, че това царство е било исторически пряко свързано с българското, твърди, че то по същество е представлявало отделна Македонска империя, която съществено се различавала от Първата българска държава. В Белградския университет Острогорски се запознава с видната югославска историчка от аромънски произход Фанула Папазоглу, с която сключват брак и имат дъщеря Татяна и син Александър.
През декември 1973 г. се пенсионира, оставайки директор на Института по византология. Умира след тежко и продължително боледуване на 75-годишна възраст.
Член е на 15 академии и научни институти в Европа и Америка (член-кореспондент на Британската академия (1963), почетен доктор на Оксфордския и Страсбургския университет, кавалер на югославския орден за демокрация и на ордена на ФРГ Pour le Mérite.
Неговата най-добра и най-известна книга е История на византийската държава (Geschichte des byzantinischen Staates), труд, издаден за първи път на немски език през 1940 г. и преработен във второ (1952) и трето (1963) издание. През 1965 г. се появява и съкратено издание за широка публика (без научен апарат), което има множество преиздания. Книгата е преведена на английски (1956, 1957, 1968, 1969), френски (1956, 1977, 1996), сръбски (1959, 1969, 1985), словенски (1961), полски (1967, 2008), италиански (1968, 1993), турски (1981), български (1996), унгарски (2001), украински (2002) и руски (2011).

### Основни трудове
- Георгий Острогорски. История на Византийската държава. София: Прозорец, 1996, 736 с. (ISBN 978-954-8079-92-5)
  - ((de)) Geschichte des byzantinischen Staates. München: Beck, 1940. (Byzantinisches Handbuch im Rahmen des Handbuchs der Altertumswissenschaft, XII. Abt., 1/2).
- ((sr)) Пронија: Прилог историји феудализма у Византии и у јужнословенским земљама. Београд: Просвета, 1951. (Посебна издања Византинолошког института; 1).
- ((fr)) Quelques problèmes d’histoire de la paysannerie byzantine. Bruxelles: Ed. de l’Institut de Philologie et d’Histoire Orientales et Slaves, 1956. 80 p. (Corpus Bruxellense historiae Byzantinae, Subsidia; 2).
- ((sr)) Серска област после Душанове смрти. Београд, 1965. (Посебна издања Византинолошког института; 9).
- ((sr)) Сабрана дела. Књ. I: О византијском феудализму. Књ. II: Привреда и друштво у Византијском царству. Књ. III: Из византијске историје, историографије и просопографије. Књ. IV: Византија и Словени. Књ. V: О веровањима и схватањима Византинаца. Књ. VI: Историја Византије. Београд: Просвета, 1969—1970.
- ((de)) Zur byzantinischen Geschichte: Ausgewählte kleine Schriften. Darmstadt, 1973.
- ((de)) Byzanz und die Welt der Slawen: Beiträge zur Geschichte der byzantinischslawischen Beziehungen. Darmstadt, 1974.